# Forum romain de Carthagène
Le forum romain de Carthagène est un site archéologique de l'Hispanie romaine situé sur le territoire de la ville de Carthagène dans la région de Murcie,. il s'agit d'un ensemble de bâtiments romains construits autour de l'une des routes principales de l'époque de Carthago Nova. Du decumanus on accédait à un grand complexe thermal et à un grand bâtiment avec un atrium qui a été identifié comme le siège d'un collegium. Ces éléments romains sont visibles au sein du Museo del Foro Romano.

## Decumanus

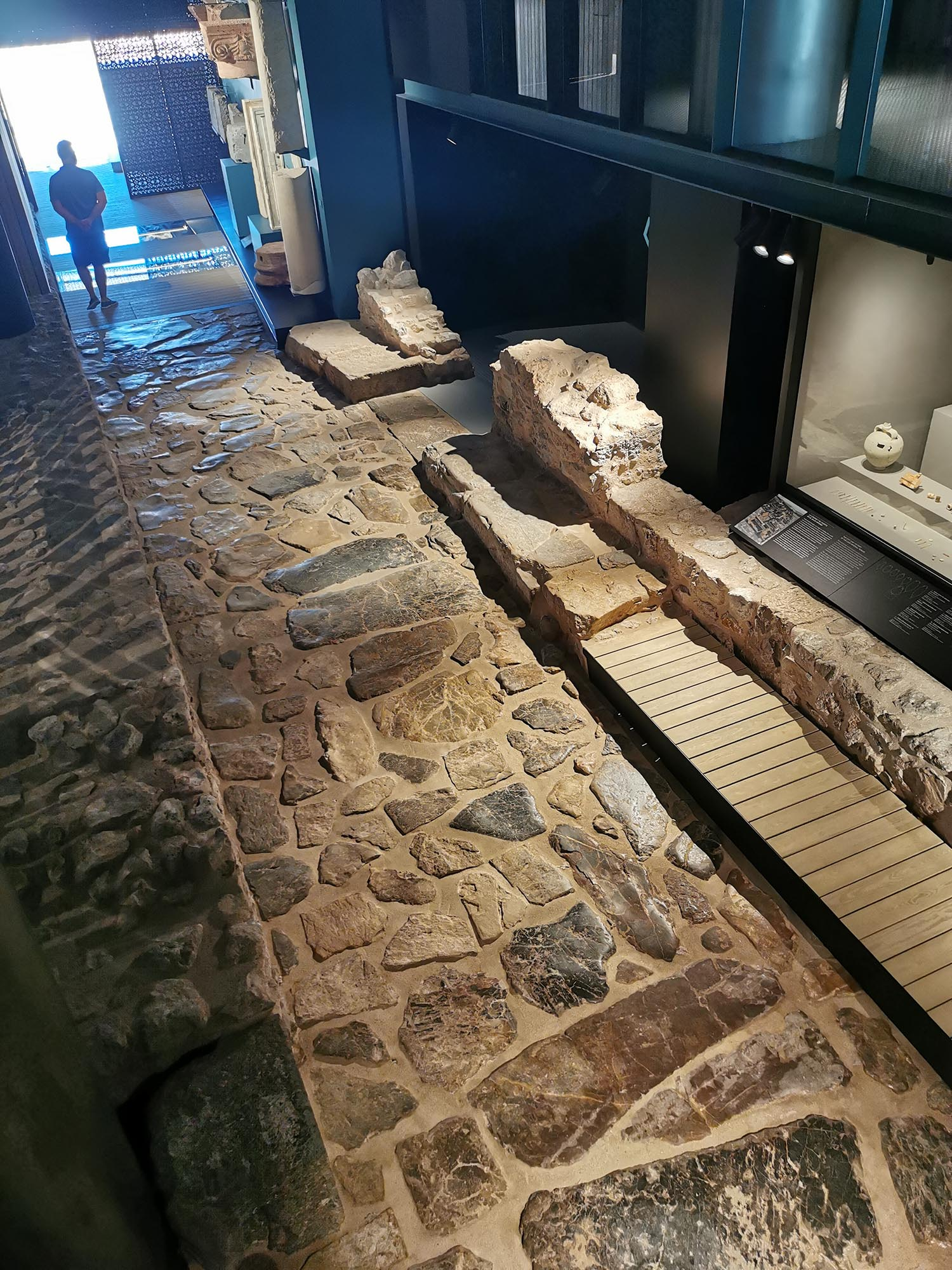
Decumanus menant au forum de la ville de Carthago Nova.

Sous l'actuelle Plaza de los Tres Reyes, on peut visiter une partie de la route d'un decumanus de l'ancienne ville de Carthago Nova, même si à l'époque on pensait qu'il s'agissait du decumanus maximus de la ville, aujourd'hui il est complètement abandonné, alors qu'il est encore l'un des principaux decumani de la ville. Il s'agit d'une rue commerciale à arcades qui reliait le forum à la zone portuaire et, bien que son tracé original corresponde au Ier siècle, ce que l'on peut voir appartient actuellement à une importante rénovation réalisée au IVe siècle, après que Carthago Nova a été nommée par l'empereur Dioclétien comme capitale de la Carthaginoise. Les vestiges d'une porte impériale tardive qui fermait l'accès du port à la ville sont également visibles sur la route.

## Thermes romains

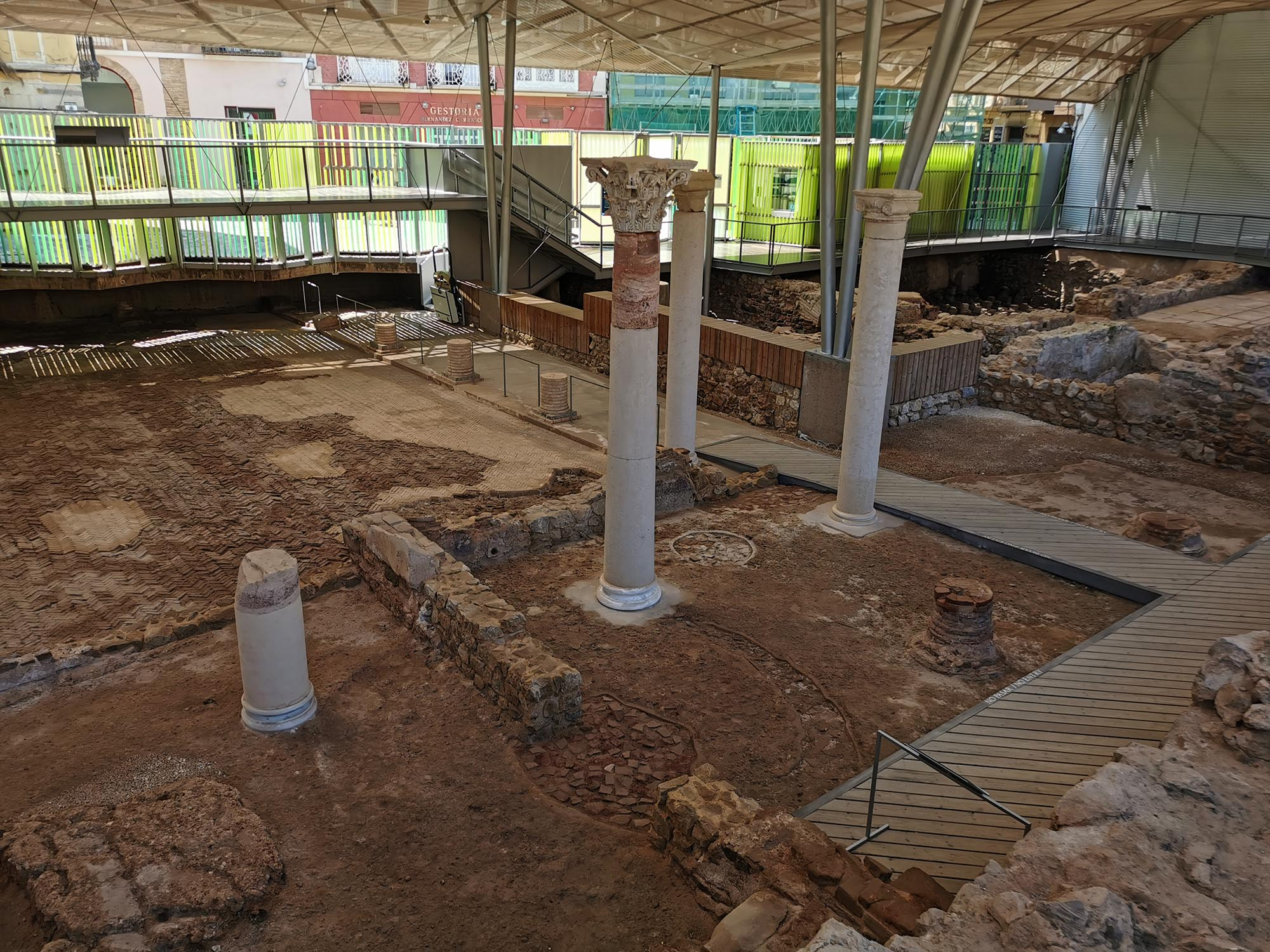
Palestre des sources chaudes.

Depuis le decumanus, on accédait aux thermes romains construits au début du Haut-Empire romain et situé sur le versant sud de la colline de Molinete (Arx Asdrubalis), dans l'actuelle rue Honda. Les matériaux retrouvés dans les fouilles des thermes vont du Ier au VIIe siècle.
Le bâtiment thermal semble avoir été utilisé jusqu'au IVe siècle, et a subi des rénovations au IIIe siècle, coïncidant avec le moment où Carthago Nova fut établie comme capitale de la province carthaginoise romaine.

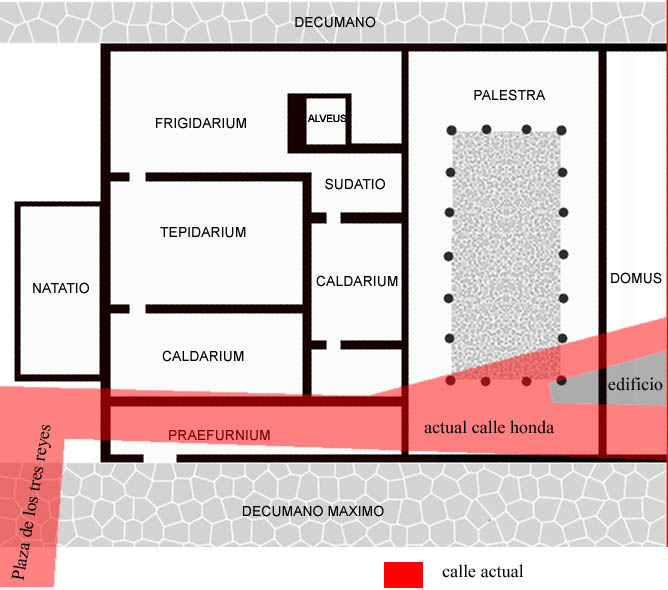
plan des thermes romains.

Les thermes disposaient de salles avec eau chaude (caldarium), eau froide (frigidarium), sauna (sudarium) et une palestre pour les exercices de gymnastique.

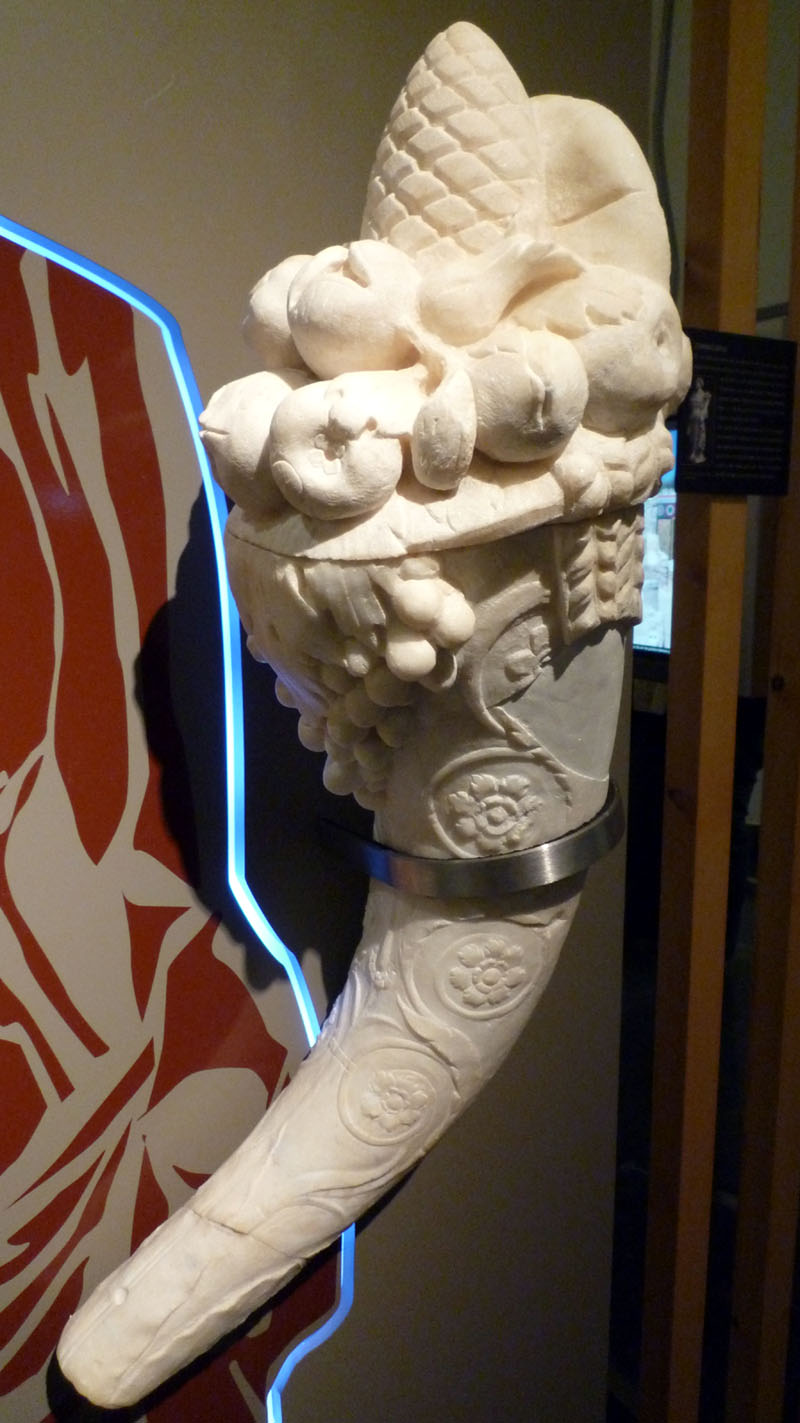
Corne d'abondance.

Au Ve siècle, ils ont été réutilisés et pour sa reconstruction, des matériaux provenant d'autres édifices publics de la période augustéenne ont été utilisés, comme c'est le cas d'autres constructions de cette même période à Carthagène, comme le macellum construit sur le théâtre romain avec des matériaux de celui-ci. Le bâtiment fut finalement abandonné au VIe siècle. Ainsi, l'utilisation du bâtiment est documentée, bien que pas toujours comme zone thermale, dans tout le Haut et Bas-Empire  romain, et dans l'Antiquité tardive jusqu'au VIe siècle, des pièces de monnaie du Royaume vandale ayant même été retrouvées.
Lors des fouilles de 2008, une grande corne d'abondance en marbre blanc a été découverte, qui faisait sûrement partie de la statue d'une divinité située au premier plan.

## Sanctuaire d'Isis

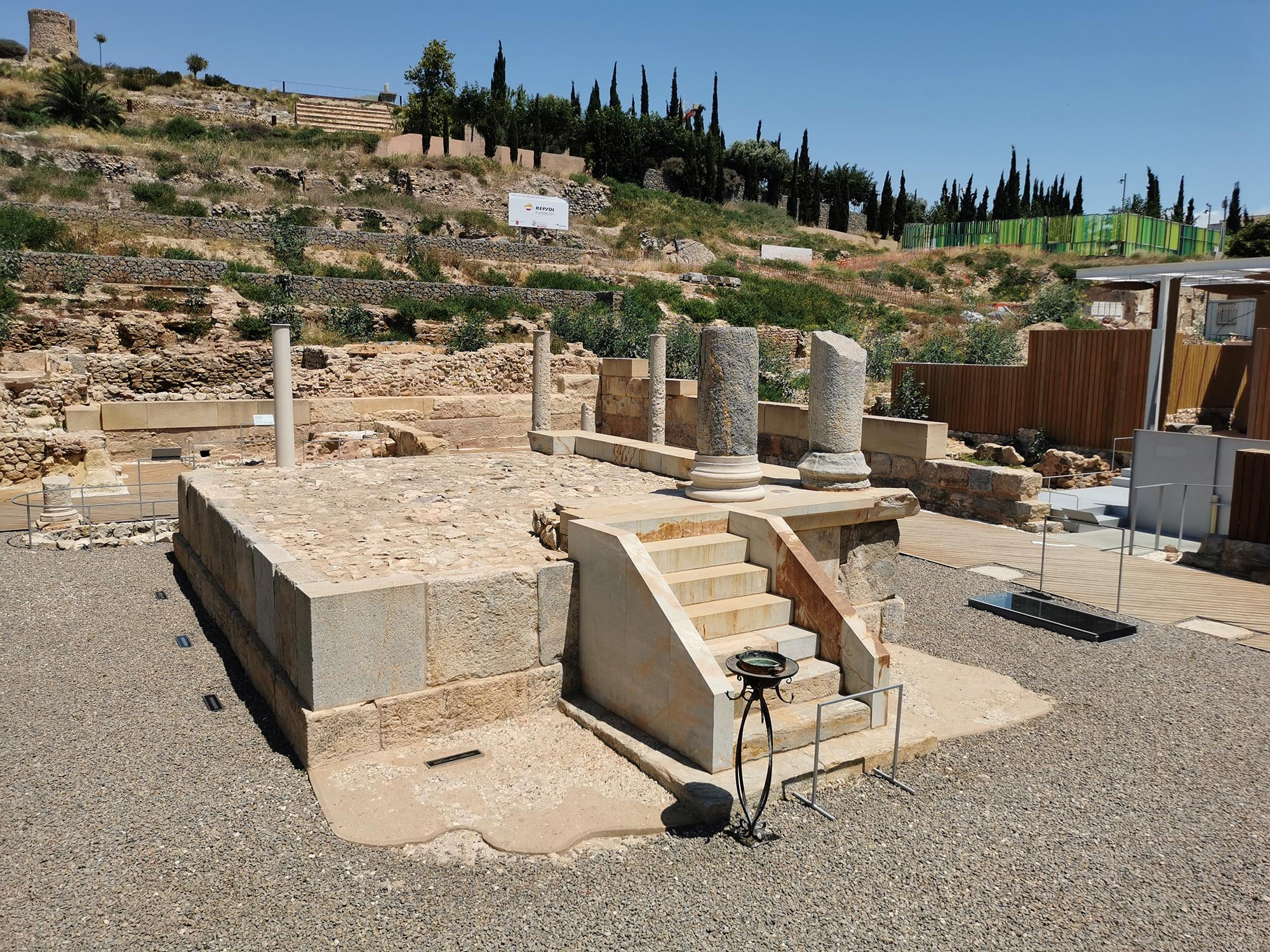
Vue du temple d'Isis.

Séparé du bâtiment de l'atrium par un cardo se trouve le sanctuaire de la déesse égyptienne Isis. Elle a été construite au milieu du Ier siècle apr. J.-C. et est resté en usage jusqu'au IIIe siècle.
Au centre de l'enceinte se trouvait le temple de la déesse Isis, un édifice tétrastyle (à quatre colonnes) qui donnait accès à la chapelle dans laquelle se trouvait l'image de la déesse, dont des fragments ont été retrouvés. Au fond de l'enceinte se trouvaient trois chapelles liées au culte. Dans cet espace, des citernes ont également été trouvées au sous-sol où l'eau était stockée et utilisée lors de différentes cérémonies mystérieuses (Misterios de Isis (es)).

## Bâtiment de l'atrium

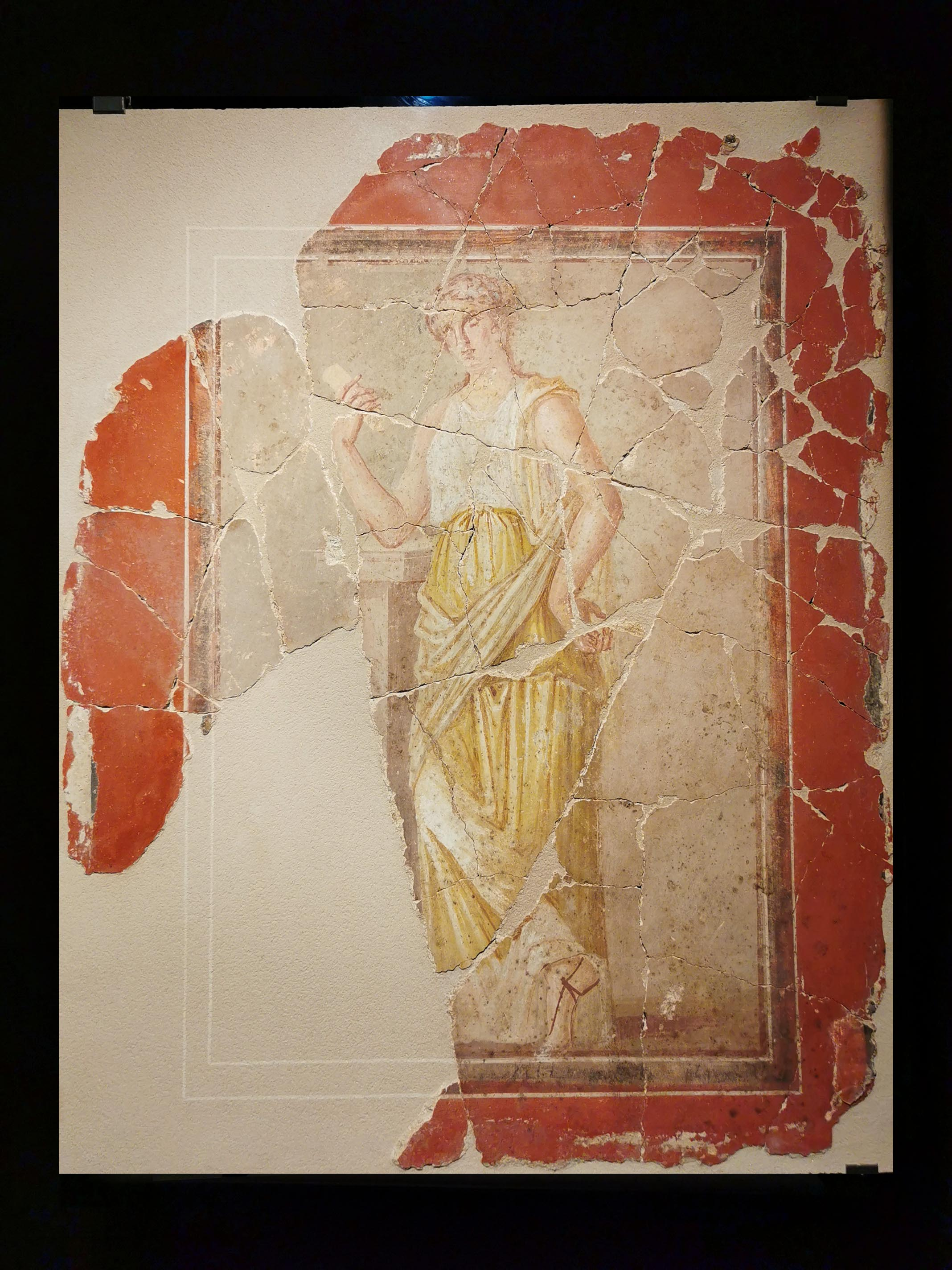
Peinture murale de la muse Calliope.

À l'est des thermes, est apparu un grand bâtiment construit autour d'un atrium de style toscan qui a été identifié comme le siège d'un collegium.
Le bâtiment se composait de deux étages et le plus remarquable est que toutes les pièces étaient décorées de remarquables peintures murales romaines.

## Curie

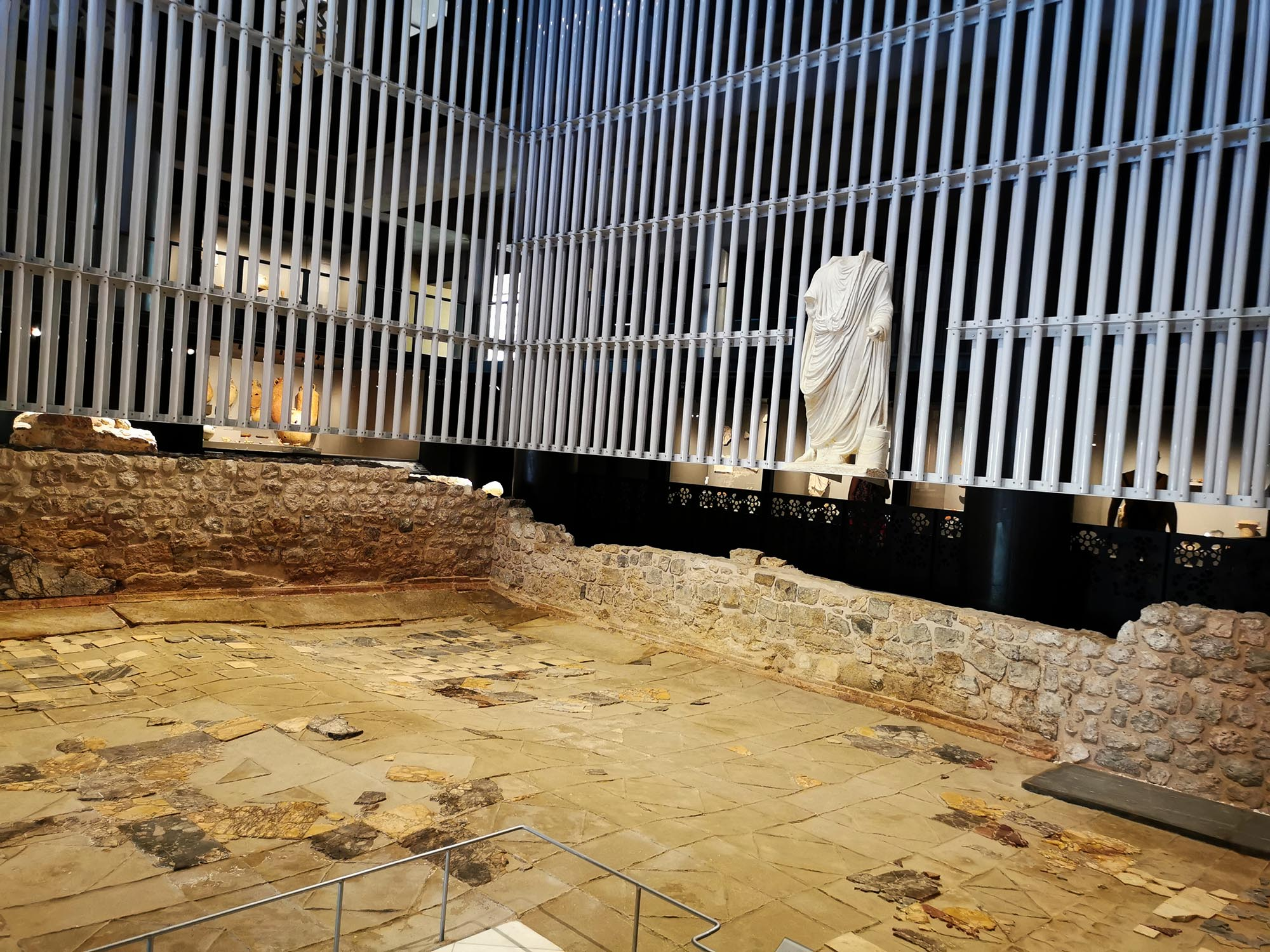
Vue de la curie, intégrée au musée.

Le bâtiment de la curie semble intégré au nouveau musée. Il était à l'origine ouvert sur la place principale du forum et constituait le siège du sénat local - le gouvernement de la ville. Le sol était construit avec du marbre de différentes couleurs provenant de différentes parties de l'empire et, à l'intérieur d'une niche, une grande statue en marbre blanc de l'empereur Auguste, Pontifex maximus, présidait les séances. Actuellement, cette sculpture est exposée au musée du théâtre romain et une copie a été installée dans le musée actuel.

## Restauration et muséalisation
Le site est divisé en deux espaces muséologiques situés sur l’actuelle rue Honda et divisés par la rue elle-même. La muséification et la restauration de l'ensemble du complexe ont été inaugurées au printemps 2012, même si certaines tâches telles que la restauration et la réintégration de l'ensemble du complexe pictural du bâtiment de l'atrium sont actuellement en voie d'achèvement. En 2013, le processus de récupération du site a été récompensé par le Premio Nacional de Restauración y Conservación de Bienes Culturales (es). 
Au printemps 2021, le nouveau bâtiment du Museo del Foro Romano a été inauguré, où sont exposées les principales pièces découvertes lors des fouilles du site.

## Galerie

Musée du forum romain de Carthagène.
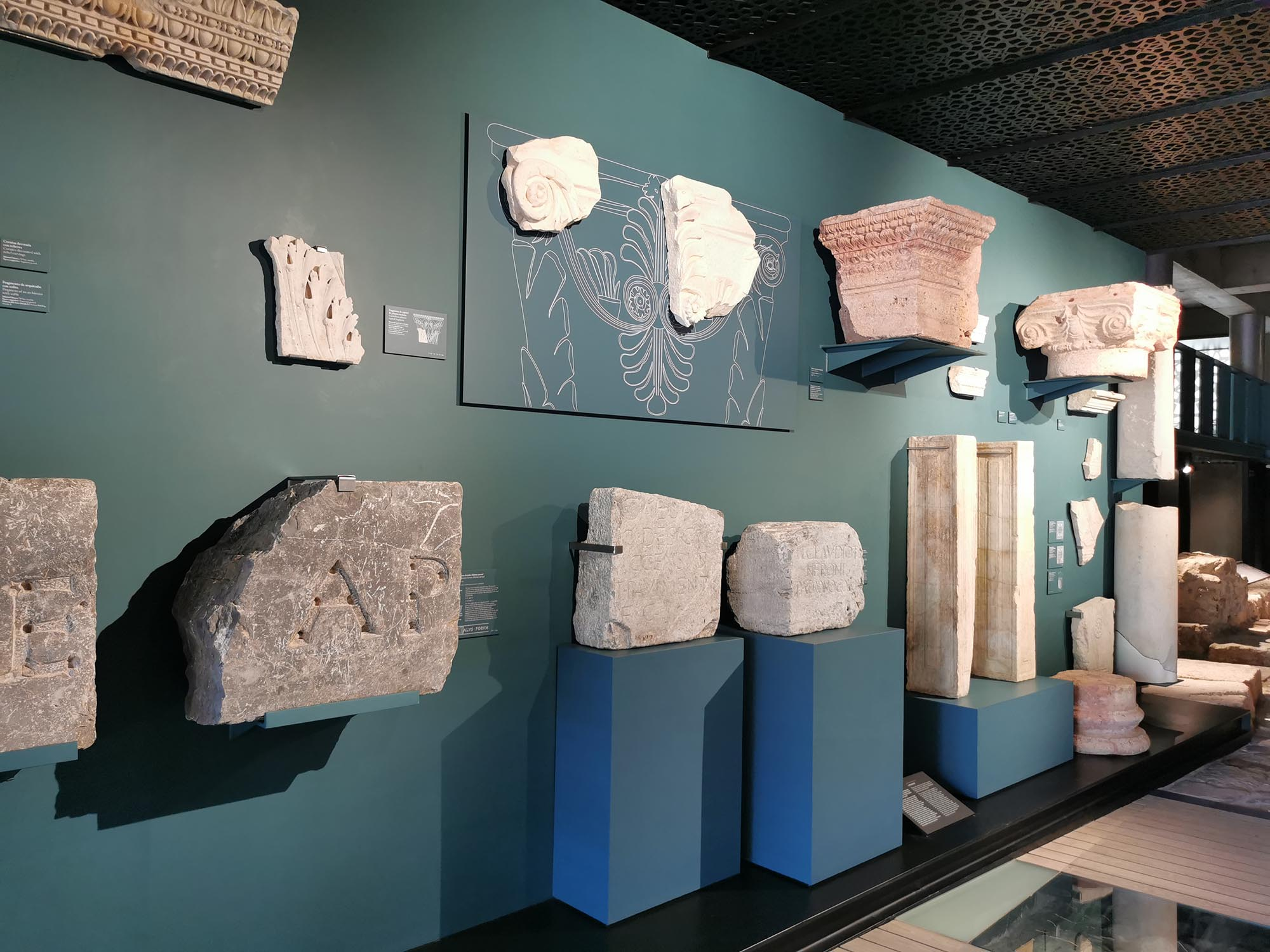
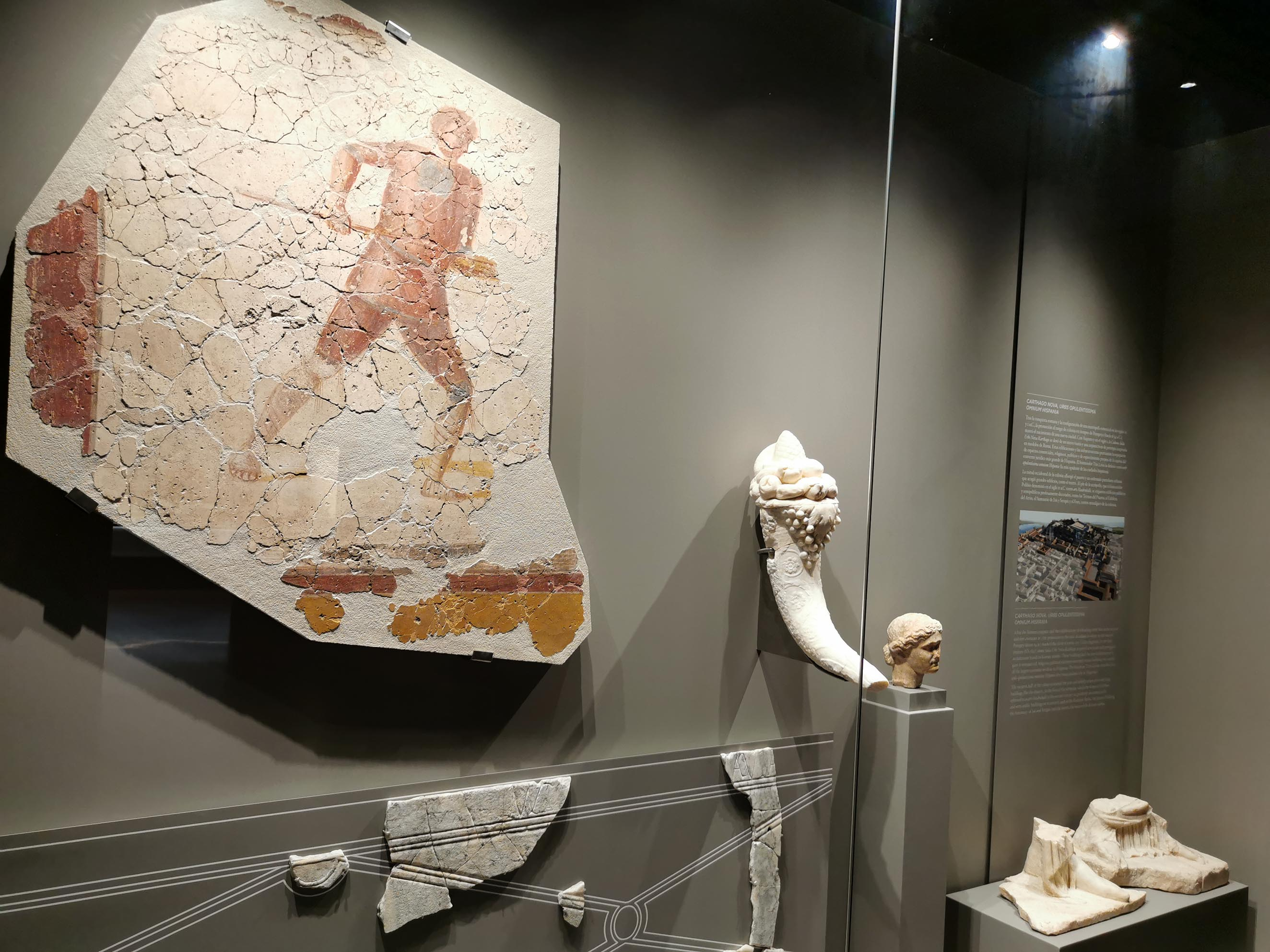
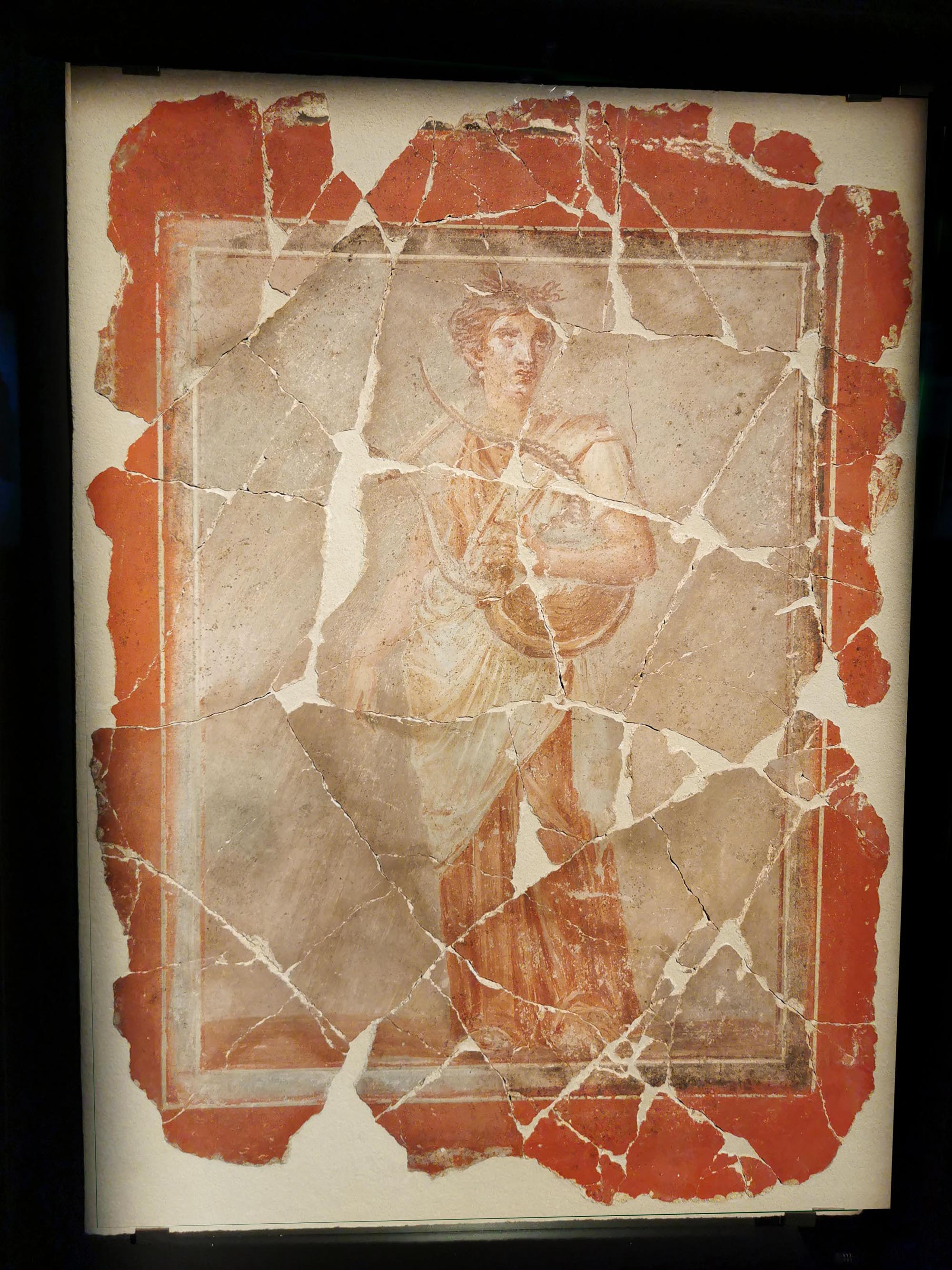
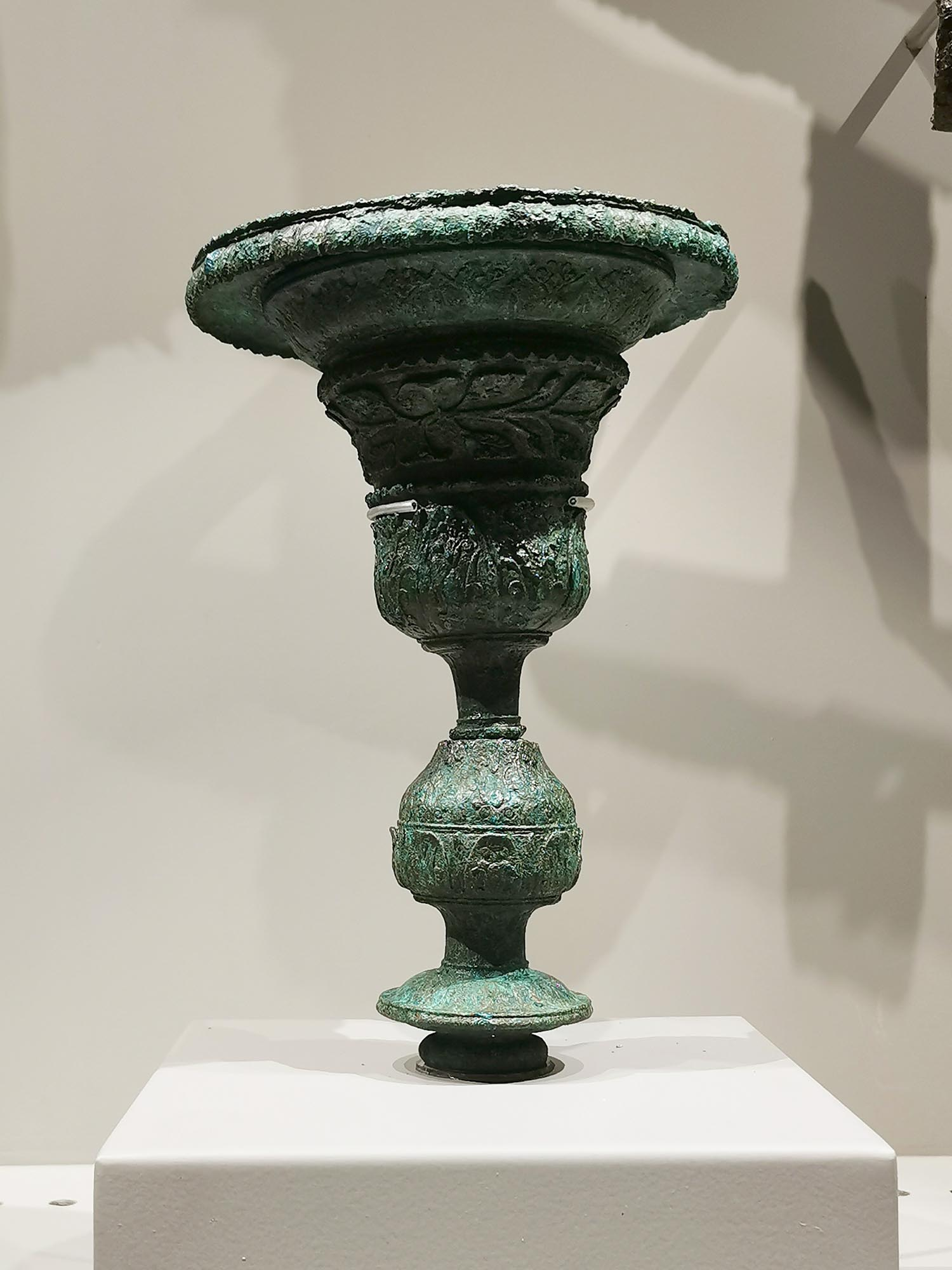
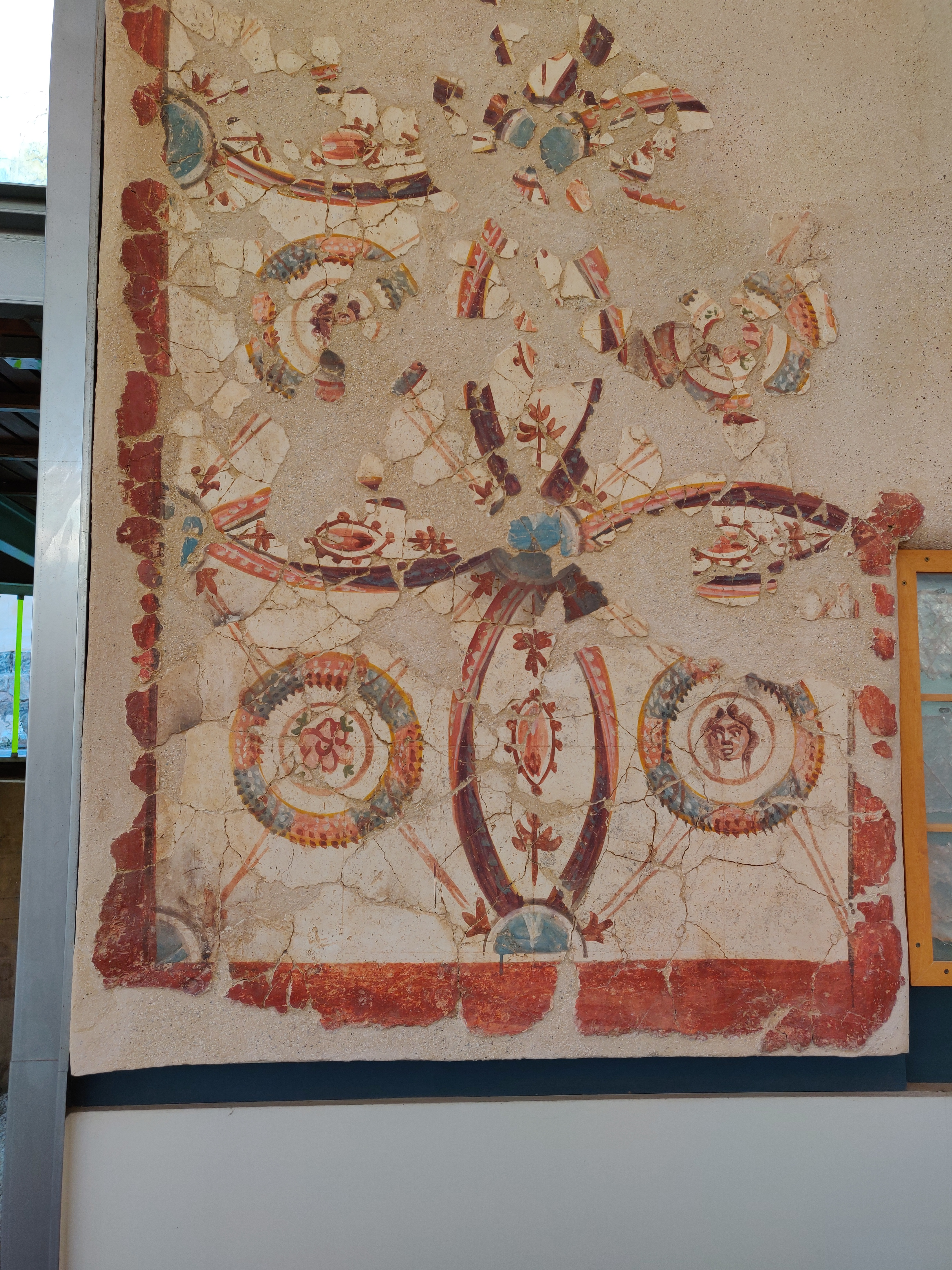